# Ganzen Geesje

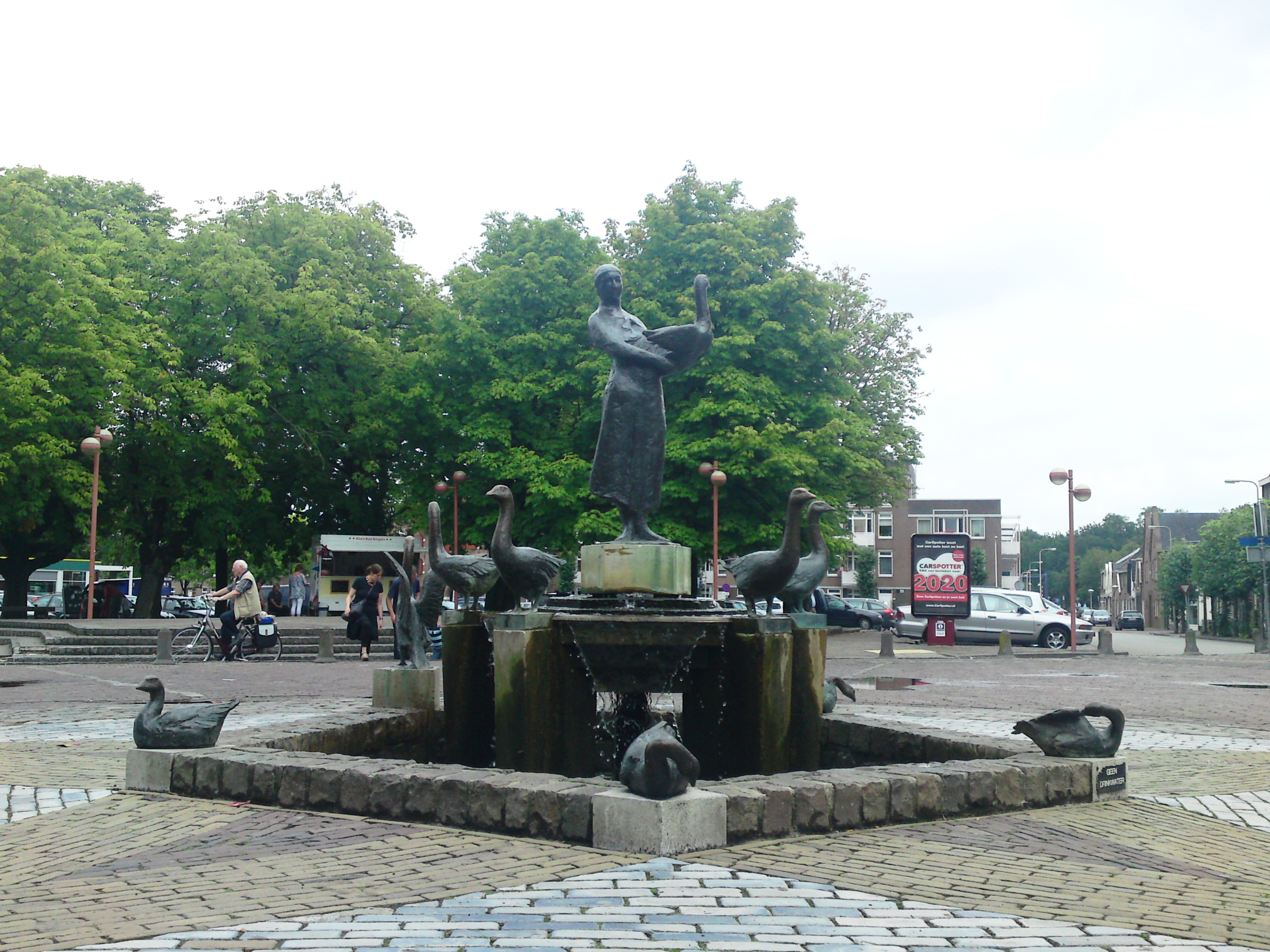
Ganzen Geesje

Ganzen Geesje is een beeldhouwwerk op de Markt van de Nederlandse plaats Coevorden. 

## Geschiedenis
In de jaren 70 deed de toenmalige burgemeester van Coevorden, Willem Hoekzema, een oproep aan de middenstand en inwoners om geld in te zamelen voor een beeld. Het beeld is gemaakt door de beeldhouwer Johan Sterenberg. Op 14 oktober 1978 is het beeld onthuld. In de jaren erna is Ganzen Geesje verschillende malen beschadigd en gerestaureerd. Ook werd een van de bronzen ganzen gestolen en weer teruggevonden. In 2004 onthulde de weduwe van Johan Sterenberg het beeld opnieuw.
In het kader van een reconstructie van de markt werd het beeld in 2011 enkele tientallen meters verplaatst naar de kop van de markt..

## Betekenis
Ganzen Geesje is een ode aan de ganzenhoedsters die in de negentiende en twintigste eeuw op de tweede maandag in november hun ganzen naar de markt brachten. Deze ganzen werden aan handelaren verkocht die de beesten weer verder verkochten, zodat ze als kerstbout konden dienen. Nadat Coevorden in 1905 werd aangesloten op het spoorwegnet van de Noordoosterlocaalspoorweg-Maatschappij, werden de meeste ganzen vervoerd naar Engeland. Sinds 1962 is de ganzenmarkt enkel nog een folkloristische gebeurtenis.

## Technische gegevens
- Hoogte:235 cm
- Diameter: 300cm[4]
- Materiaal: brons